# Taeniodera picta
Taeniodera picta är en skalbaggsart som beskrevs av Guérin-Méneville 1840. Taeniodera picta ingår i släktet Taeniodera och familjen Cetoniidae. Inga underarter finns listade i Catalogue of Life.